# Belonogaster turgida
Belonogaster turgida är en getingart som beskrevs av Kohl 1894. Belonogaster turgida ingår i släktet Belonogaster och familjen getingar. Inga underarter finns listade.